# James Clarke Hook

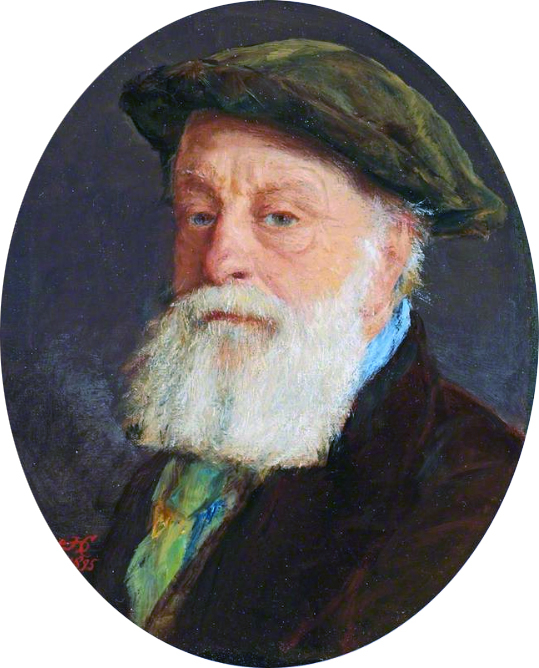
James Clarke Hook, självporträtt (1885).

James Clarke Hook, född den 21 november 1819 i London, död den 14 april 1907, var en engelsk målare.
Hook, som var medlem av konstakademien i sin hemstad, målade först historiebilder, som framställningar ur Venedigs historia (1849–54), men utförde senare med stor teknisk färdighet och med djupt allvar i tolkningen landskap och sjöstycken.